# Bergondo
Bergondo – miasto w północno-zachodniej Hiszpanii, w prowincji A Coruña, we wspólnocie autonomicznej Galicja.

## Zabytki
- klasztor San Salvador z XII wieku, z kościołem romańskim z XIII wieku z trzema nawami i absydami. Wewnątrz kościoła znajdują się grobowce.